# (24899) Dominiona
(24899) Dominiona est un astéroïde de la ceinture principale.

## Description
(24899) Dominiona est un astéroïde de la ceinture principale. Il fut découvert le 14 janvier 1997 à l'observatoire astrophysique du Dominion par Christopher Aikman. Il présente une orbite caractérisée par un demi-grand axe de 2,35 UA, une excentricité de 0,14 et une inclinaison de 5,0° par rapport à l'écliptique.

## Compléments